# Batalla de Benavente
La batalla de Benavente fou una batalla de la guerra del francès.

## Antecedents

Campanyes franceses

A finals de 1807, Napoleó va decidir que la monarquia de Carles IV, aliada però independent, era ja de molt escassa utilitat i que seria molt més convenient per als seus designis la creació d'un Estat satèl·lit, i el Tractat de Fontainebleau de 1807, que van firmar autoritzava les tropes napoleòniques a creuar Espanya per tal d'envair Portugal.
Les primeres tropes franceses entren a Espanya per Catalunya el 10 de febrer de 1808, van prendre Pamplona el 16 de febrer, i el general Joachim Murat va arribar a Burgos el 13 de març de 1808 camí de Madrid per obtenir la seva adhesió. L'abril de 1808 Napoleó després d'aconseguir l'abdicació de Carles IV i Ferran VII a Baiona, va nomenar rei el seu germà Josep I Bonaparte.
Iniciada la revolta amb l'aixecament del 2 de maig de 1808 i les renúncies successives de Carles IV i el seu fill Ferran al tron d'Espanya en favor de Napoleó, amb la derrota de les tropes napoleòniques el juliol a la batalla de Bailèn, l'arribada dels anglesos i la reorganització dels exèrcits espanyols que planejaven l'atac de Madrid va forçar el rei Josep I Bonaparte a abandonar Madrid i retirar tot l'exèrcit més enllà de l'Ebre.
Napoleó va haver de tornar a Espanya de nou amb un nombrós exèrcit per consolidar el seu domini i ordenà al mariscal Claude Victor Perrin, i al general François Joseph Lefebvre que bloquegessin Blake mentre ell avançava cap a Burgos Napoleó es dirigí de Vitòria a Madrid, derrotant els espanyols a Gamonal. Els espanyols van ser incapaços d'expulsar els francesos per la seva derrota a la batalla de Tudela el 23 de novembre i els francesos avançaren de nou sobre Madrid. Derrotaren pocs dies després els espanyols a la batalla de Somosierra, i entraren a la capital el 4 de desembre, mentre Saragossa era assetjada.
John Moore va prendre el comandament de les forces britàniques a la península Ibèrica després que Harry Burrard, Hew Whitefoord Dalrymple i Arthur Wellesley haguessin de tornar a Londres per fer front a una investigació sobre la Convenció de Sintra. Després de prendre Madrid, Moore va atreure Napoleó, que va anar en la seva persecució cap al nord tot retirant-se cap als ports d'embarcament de La Corunya i Vigo. En novembre, les unitats de Moore arriben a Salamanca i poc després es reforcen a Mayorga amb dos batallons dirigits por el general Baird que havien desembarcat l'octubre en La Corunya, en total 25.000 homes d'infanteria, 2.450 de cavalleria, 1.297 d'artilleria i 66 canons. Abans de començar la retirada, volia atacar Soult i envià la cavalleria de Henry William Paget de reconeixement per davant de la infanteria i en 21 de desembre vencé una força superior a la batalla de Sahagún.

## Batalla
La cavalleria britànica va estacionar diversos piquets al llarg de la riba occidental del riu Esla a l'altura de Benavente, que havia crescut per la pluja i el pont de Castrogonzalo havia estat enderrocat pels enginyers britànics el 29 de desembre de matinada, i a les nou del matí Charles Lefebvre-Desnouettes va travessar el riu amb tres esquadrons de caçadors a cavall i un petit destacament de mamelucs. Els francesos van obligar els piquets exteriors de la cavalleria britànica a tornar al piquet interior, del 18è d'hússars comandat per Loftus William Otway. Otway va carregar però va haver de retirar-se a Benavente amb els flancs coberts per murs. Reforçats per un esquadró del 3r d'hússars de la King's German Legion comandats pel general de brigada Stewart, van contraatacar i es va produir un cos a cos confús, del que els francesos, es van retirar temporalment, però en van tenir números superiors van obligar els hussars britànics a retirar-se una vegada més, gairebé de nou a Benavente. Stewart sabia que estava dirigint els francesos cap a la reserva de Henry Paget.
Els francesos havien guanyat la iniciativa i es disposaven a fer la càrrega final quan Lord Paget va dirigir el 10è d'hússars i el suport d'esquadrons del 18è al sud de Benavente, ocults fins a caure al seu costat esquerre. Els caçadors es van veure forçats a entrar al riu i creuar mentre els britànics disparaven contra ells amb les seves carrabines i pistoles, i els que van quedar a la riba occidental van ser morts o fets presoners. El cavall de Lefebvre-Desnouettes va resultar ferit i no va poder travessar el riu i va ser fet presoner. La cavalleria francesa va tornar a formar al seu costat del riu i va obrir foc de carrabina contra els britànics, tot i que posteriorment van ser dispersats pel foc de l'artilleria.

## Conseqüències
Napoleó va seguir perseguint John Moore fins Astorga l'1 de gener i va ordenar a Soult que continués la persecució de Moore, que va arribar a Lugo el 6 de gener i va decidir descansar uns dies mentre decidia a quin port havia de dirigir-se entre Vigo, la Corunya i Ferrol. En decidir-se per la Corunya l'avantguarda, que anava cap a Vigo havia de canviar de direcció i anar cap a Lugo, on fou atrapada per l'avanguarda de Soult, que fou rebutjat. A La Corunya, el foc de cobertura dels vaixells de guerra va mantenir a Soult a distància i els successius atacs francesos van ser rebutjats, permetent l'embarcament de 2.872 soldats de cavalleria, 2.686 artillers, conductors i conductors, i 19.599 soldats d'infanteria que van retornar sans i estalvis al Regne Unit.
El rearmament austríac que acabaria amb la guerra de la Cinquena Coalició provocà que Napoleó marxés de Valladolid el 17 de gener, arribant a París el 23 de gener i va ordenar al mariscal Soult que envaís Portugal des del nord però l'hivern va fer impracticable el Miño, travessant la forntera al mar´
 i prenent Porto. Els britànics van tornar a Portugal l'abril amb tropes de refresc, nous aprovisionaments i un nou comandant, Sir Arthur Wellesley, futur Duc de Wellington i que, anys més tard, derrotaria definitivament a Napoleó en la batalla de Waterloo.